# پیج (اکلاهما)
پیج (به انگلیسی: Page) یک منطقهٔ مسکونی در ایالات متحده آمریکا است که در شهرستان لو فلور، اکلاهما واقع شده‌است. پیج ۲۸۱٫۰۳ متر بالاتر از سطح دریا واقع شده‌است.